# CoRoT-23
CoRoT-23 är en ensam stjärna belägen i den mellersta delen av stjärnbilden Ormen. Den har en skenbar magnitud av ca 15,63 och kräver ett kraftfullt teleskop med kamera för att kunna observeras. Baserat på parallaxmätning inom Hipparcosuppdraget på ca 0,957 mas, beräknas den befinna sig på ett avstånd på ca 1 960 ljusår (600 parsek) från solen. 

## Egenskaper
CoRoT-23 är en solliknande gul till vit stjärna i huvudserien av spektralklass G0 V. Den har en massa som är lika med ca 1,1 solmassa, en radie som är ca 0,86 solradie och utsänder energi från dess fotosfär motsvarande ca 0,544 gånger solen vid en effektiv temperatur av ca 5 900 K.

## Planetsystem
En exoplanet, CoRoT-23 b, har upptäckts i omlopp kring stjärnan. Planeten kan vara i ett instabilt omlopp med risk för att absorberas av stjärnan i en framtid.
| Planet | Massa  | Halv storaxel (AE) | Siderisk omloppstid (d) | Excentricitet | Inklination | Radie |
| ------ | ------ | ------------------ | ----------------------- | ------------- | ----------- | ----- |
| b      | 2,8 MJ | 0,047              | 3,6314                  | 0,16          | -           | -     |